# Literatur Vorarlberg
Literatur Vorarlberg ist der Vorarlberger Autorenverband.

## Vorarlberger Autorenverband
Der Autorenverband wurde 1982 gegründet und hat seinen Sitz in der denkmalgeschützten Villa Claudia in Feldkirch. Der Verein hat circa 180 Mitglieder (2021).
Der Verband gibt seit 1998 die Literaturzeitschrift V heraus. Zur Dialektliteratur gibt es jährlich die Mundarttage in Batschuns, welche von Adolf Vallaster geleitet werden. Mit dem Spielboden wurde von 1999 bis 2008 mit Franz-Paul Hamling und Cornelia Ellensohn das jährliche Lyrikfestival Poesie International veranstaltet.
Kurt Bracharz, Daniela Egger, Ulrich Gabriel und Wolfgang Mörth sind die Herausgeber der österreichischen Literaturzeitschrift Miromente. Erika Kronabitter ist Initiatorin des seit 2003 international ausgeschriebenen Feldkircher Lyrikpreises und Herausgeberin der Lyrik-Reihe "Lyrik der Gegenwart". In "Lyrik der Gegenwart" erscheinen jährlich mehrere Einzelpublikationen zur aktuellen Gegenwartslyrik, in der Lyrik-Anthologie werden die Preisträger des Feldkircher Lyrikpreises und die in die engste Wahl gelangten Lyrikbeiträge vorgestellt.